# Yousif Saeed
Yousif Saeed (sinh ngày 4 tháng 9 năm 1994) là một cầu thủ bóng đá người Các Tiểu vương quốc Ả Rập Thống nhất hiện tại thi đấu ở vị trí tiền đạo cho Al-Sharjah SCC.

## Danh hiệu
Al Ahli
Á quân
- Giải bóng đá hạng nhất quốc gia Các Tiểu vương quốc Ả Rập Thống nhất Group A: 2012–13
- UAE League Cup: 2014–15